# Шарбакти (Аккулинський район)
Шарбакти́ (каз. Шарбақты) — село у складі Аккулинського району Павлодарської області Казахстану. Адміністративний центр Шарбактинського сільського округу.
Населення — 1034 особи (2021; 1089 у 2009, 1461 у 1999, 1877 у 1989).
Національний склад станом на 1989 рік:
- казахи — 100 %

Станом на 1989 рік село називалось Щербакти.